# Zimbl – A Real Cool Time
Zimbl – A Real Cool Time ist ein Dokumentarfilm über den Musiker Zimbl und das ihm zu Ehren veranstaltete Tribut „Rocking on heaven’s door“.

## Inhalt
Die Veranstaltung führt als roter Faden durch den Film. Zudem sprechen seine Familie und seine Freunde, die Band The Bates (in der Zimbl Sänger und Bassist war), sowie alte Wegbegleiter wie Bela B. von Die Ärzte vor der Kamera über das Leben mit ihm. Hinzu kommen unveröffentlichte Videoaufnahmen von Zimbl während der The Bates „Pleasure + Pain“ Tour 1995, sowie Aufnahmen von Zimbls Soloauftritt in Witten (2003). Musik von Sanoé sowie Songs von Zimbl und The Bates unterstreichen die Bilder.

## Entstehung
Der Filmemacher Sascha Nölke drehte mit einem zweiten Kameramann 15 Stunden auf der Veranstaltung und hatte danach 9 Stunden auf Band. Hinzu kamen die Interviews und Statements, die weitere drei Stunden Band ausmachten.
Da nicht alle Beteiligten ein Interview direkt am Veranstaltungsabend des Zimbl-Tributs geben wollten, drehte Nölke 2007 zusätzliche Interviews, unter anderem mit Zimbls Eltern und Bela B., welches auf dem Open Flair in Belas Tourbus aufgezeichnet wurde.
Gedreht wurde ausschließlich auf MiniDV. Der Film wurde auf einem AVID System geschnitten. Die Postproduktion der Dokumentation dauerte von Februar 2007 bis Januar 2008. Die Kinopremiere fand am 14. November 2008 im Rahmen des 25. Kasseler Dokumentarfilm- und Videofestes statt. Der Film war für den „Goldenen Herkules“ nominiert, ein Förderpreis für herausragende nordhessische Produktionen.